# باکونی‌بانک
باکونی‌بانک (به مجاری: Bakonybánk) یک شهرداری در مجارستان است که در ناحیه کیشبر واقع شده‌است. باکونی‌بانک ۱۵٫۰۷ کیلومتر مربع مساحت و ۵۲۲ نفر جمعیت دارد.